# 阿蒂基薩亞
阿蒂基薩亞（西班牙語：Atiquizaya），是薩爾瓦多的城鎮，位於該國西部，由阿瓦查潘省負責管轄，面積66.64平方公里，海拔高度599米，2007年人口33,579，人口密度每平方公里503.89人。
13°58′N 89°45′W / 13.967°N 89.750°W